# Peter Fitzgerald
Pour les articles homonymes, voir Peter Fitzgerald (homonymie).
Peter Fitzgerald, né le 20 octobre 1960 à Elgin (Illinois), est un homme politique américain, membre du Parti républicain et sénateur de l'Illinois au Congrès des États-Unis de 1999 à 2005.
Il est auparavant élu au Sénat de l'Illinois de 1993 à 1998 pour le 27e district. En 1998, il est élu au Sénat des États-Unis face à la sortante Carol Moseley-Braun, membre du Parti démocrate. Il ne se présente pas à sa réélection en 2004.